# Amour et psychanalyse
Pour les articles homonymes, voir Amour (homonymie) et Amoureux (homonymie).
L'amour et la psychanalyse sont deux sujets directement liés, dans la mesure où l'amour, plus précisément le discours sur eros (en français l'amour passion ou désir amoureux) est le principal sujet de la psychanalyse.
La psychanalyse constitue un outil d'analyse de l'amour, sa principale thèse consiste à dire que tout amour est narcissique, le fait d'aimer l'autre serait la manifestation de l'amour de soi. Elle appuie celle de Jacques Derrida, qui affirmait que « l'amour est narcissique » puisque « Il faut que le rapport à l'autre(...) esquisse un mouvement de réappropriation dans l'image de soi-même pour que l'amour soit possible ». La psychanalyse n'est donc pas la première à avoir formulé ce point de vue sur l'amour. Toutefois, elle constitue la première discipline qui a fourni une explication sur l'origine et le fonctionnement de l'amour sous toutes ses formes.

## Les raisons de l'intérêt de la psychanalyse pour l'amour

### Un thème inhérent à la discipline
L'amour fait partie intégrante de la psychanalyse, dans la mesure où cette dernière constitue le discours érotique par excellence, à la fois au sens contemporain du terme, axé sur la sexualité et sur le sens ancien du terme, en vigueur jusqu'à la fin du XVIIIe siècle. Avant cette date, une histoire érotique se définissait comme une histoire d'amour. L'amour au sens psychanalytique, est indissociable de la sexualité ou de la pulsion sexuelle, autrement dit de la libido. Cependant, si l'amour semble être complètement intégré à la discipline, il ne fait pourtant pas partie de la définition donnée par Freud de la psychanalyse. Freud définit tout d'abord la psychanalyse comme « un procédé pour l’investigation de processus mentaux à peu près inaccessibles autrement », mais également comme « une méthode fondée sur cette investigation pour le traitement des désordres névrotiques » et pour finir comme « une série de conceptions psychologiques acquises par ce moyen et qui s’accroissent ensemble pour former progressivement une nouvelle méthode scientifique ». Bien que l'amour, ne soit pas inscrit dans les définitions de la psychanalyse, l'évocation des désordres névrotiques lui fait directement référence, puisque ce sentiment s'accompagne souvent de problèmes que la psychanalyse tente de résoudre à travers une cure.  

### L'amour comme outil de la psychanalyse
L'amour se place comme un outil de la cure psychanalytique. En effet, la cure psychanalytique est fondée sur une partie théorique, à travers l'investigation des processus mentaux mais surtout sur une partie pratique, basée sur l'investigation de l'expérience du patient. En vue de les défaire de leurs troubles névrotiques, le psychanalyste va développer une relation particulière avec ses patients. Cette relation se base sur une méthode bien précise : le transfert. Le transfert désigne « le processus par lequel les désirs inconscients s’actualisent sur certains objets dans le cadre d’un certain type de relation établie avec eux et éminemment dans le cadre de la relation analytique. ». Par ce processus, le psychanalyste devient pour le patient un objet d'amour, dans le cas d'un transfert positif et un objet de haine, dans le cas d'un transfert négatif. 

### L'amour comme objet de la psychanalyse
L'amour est également un objet de la psychanalyse, dans le sens où il est le sujet le plus fréquent lors des consultations. Néanmoins, paradoxalement, les psychanalystes ne parlent pas d'amour car l'amour est en effet ce dont on ne veut pas parler et ce sur quoi on est toujours ignorant. L'idée est qu'« en  fin  de  compte,  quand  on  voit  quelqu’un  sur  le  divan,  de  quoi  est-ce  qu’il  vous  parle  ?...  Non seulement de quelle peine il a bien souvent, comme ça, à faire l’amour, mais de quelle peine il a à savoir en fin de compte qui il aime. ». Les maladies psychiques seraient, au fond, toutes des maladies d'amour et la psychanalyse, et seraient, de ce fait, une "science" des empêchements et des emballements de l'amour. Cette idée est notamment reprise par Lacan, qu'il a lui même emprunté à Eraxymaque (personnage dans Le Banquet), qui affirmait que « la  médecine  est  la science des opérations de remplissage et d’évacuation du corps que provoque Eros ».  

### L'amour comme idéal de la psychanalyse
L'amour constitue un idéal pour la psychanalyse. Lacan évoquait « une certaine idée de l'amour inachevé », présent dans la cure et qui stimule cette idéalisation. Il serait en quelque sorte, le « Souverain bien » de la psychanalyse. Cependant, la psychanalyse ne nous a pas proprement légué, en effet, un « art d’aimer », un art des plaisirs ou des  bonnes pratiques de l’amour, comparable à celui esquissé par Platon dans Le  Banquet par exemple. Elle ne nous a pas non plus légué une « éthique de l’amour » en bonne et due forme, dans laquelle éros occuperait la place prise par agapè dans l’éthique chrétienne par exemple, même si elle fournit  quelques éléments pour une éthique de ce genre-là. Il n’empêche, qu’en pensant l’homme d’abord et avant tout comme sujet du désir et sujet de l’amour, c’est-à-dire non seulement assujetti à l’éros mais fait sujet ou constitué comme sujet par l’éros, et encore en faisant du désir et de l’amour le pivot de la connaissance de soi et de la transformation de soi, la psychanalyse propose en effet aux relations humaines une sorte d’idéal érotique. De plus, si l'amour est un idéal, c'est notamment à cause de la difficulté à le saisir et à la facilité à le manquer. Ainsi, Roland Barthes affirmait que, « De l'amour, il n'y a pas de science » et à vouloir théoriser l'amour ou théoriser sur l'amour, on se condamnerait à le manquer. Néanmoins, s'il n'existe pas de science de l'amour, ce dernier fait partie intégrante du discours analytique, comme l'évoquait Lacan, en avançant l'idée que « Parler d'amour, on ne fait que ça dans le discours analytique ». Finalement, on évoque l'amour, mais pas selon les critères ou les canons de la science, car « L’amour ne s’écrit que grâce à un foisonnement, à une prolifération de détours, de chicanes, d’élucubrations, de délires, de folies. ».    

## L'amour psychanalytique, intimement lié à la sexualité

### Un amour d'origine libidinal
Pour la psychanalyse, il n'y a pas d'amour, quel que soit son objet, qui ne soit pas en son fond et en son origine libidinal, c’est-à-dire sexuel. De ce fait, Freud, utilise un seul terme « amour » (Liebe en allemand), pour désigner des relations et des expériences pourtant très différentes entre elles, dont certaines ne sont manifestement pas du tout orientées vers l’union sexuelle : l’amour entre les sexes bien sûr, mais aussi l’amour de soi, l’amour filial et parental, l’amitié et l’amour des hommes en général, ainsi que l’attachement à des objets concrets et à des idées abstraites. Il justifie cette thèse dans son essai« Psychologie des foules et analyse du moi » de 1921 : 
« Notre justification réside en ceci que la recherche psychanalytique nous a appris : toutes ces tendances sont l’expression des mêmes motions pulsionnelles qui dans les relations entre les sexes poussent à l’union sexuelle, et qui dans d’autres cas sont certes détournées de ce but sexuel ou empêchées de l’atteindre, mais qui n’en conservent pas moins assez de leur nature originelle pour garder une identité bien reconnaissable (sacrifice de soi, tendance à se rapprocher) » . 
Ainsi, selon le point de vue psychanalytique, amour et libido, amour et sexualité sont synonymes, et parler de charité ou d'agapè (comme Saint Paul), d'éros (comme Platon) ou de philia, autrement dit de l'amitié, ne change rien à l'origine de l'amour. 

### Un concept de sexualité large
Afin de justifier l'équivalence entre l'amour et la sexualité, la psychanalyse envisage un concept de sexualité large. La sexualité ne se restreindrait pas à l'ensemble des phénomènes qui voient le jour à la puberté, qui s’accomplissent pleinement, ou culminent, dans le coït ou l’union génitale, et qui sont essentiellement au service de la reproduction de l’espèce. Pour Freud, ce type de sexualité ne représenterait qu'une infime partie de l'ensemble des phénomènes sexuels. Elle représenterait une sexualité adulte, dite « normale » ou « naturelle ». Ce qui nous amène à évoquer la vision très normative de Freud sur ce sujet. Si la sexualité est envisagée de manière élargie, il existe néanmoins, dans la théorie freudienne, des sexualités jugées « normales » et d'autres jugées « anormales ». Tous ceux qui ne sont pas adultes et pour qui, la relation sexuelle n'a pas pour but la procréation, sont qualifiés de « pervers ». Cette réalité comprend les homosexuels, les pédophiles, les zoophiles, les fétichistes ainsi que les sadomasochistes. Sont également mis de côté les enfants, les nourrissons mais aussi les personnes se considérant comme asexuelles. De manière générale, s'il existe une dichotomie entre les sexualités acceptables et celles qui ne le sont pas, le concept de sexualité englobe tout le monde sans exception. Dès la naissance, nous serions tous des êtres sexués mais aussi sexuels. Freud, justifie sa thèse en faisait appel à l'argument de la génétique :    
« En psychanalyse, le terme de « sexualité » [...] s’écarte tout à fait du sens populaire et cette extension se justifie au point de vue génétique. Nous considérons comme appartenant au domaine de la sexualité toutes les manifestations de sentiments tendres découlant de la source des émois sexuels primitifs, même lorsque ces émois ont été détournés de leur but sexuel originel ou qu’un autre but non sexuel est venu remplacer le premier. ».
D'une part, la sexualité n'est pas réductible au seul instinct biologique de reproduction. Ainsi, un animal n'a pas de sexualité car il n'a pas de psyché, ni de conscience de soi ou même d'inconscient. D'autre part, la sexualité ne peut être résumée aux actes sexuels, puisqu'elle est avant tout, des représentations, conscientes ou inconscientes. Ces représentations ne sont pas seulement cognitives mais affectées et affectantes, dans la mesure où elles vont conditionner une certaine quantité de plaisir ou de déplaisir. Freud disait que « Nous nous servons du mot « sexualité » en lui attribuant le sens élargi du mot allemand lieben (aimer) et nous savons depuis longtemps qu’un manque de satisfaction psychique, avec toutes ses conséquences, peut exister là même où les relations sexuelles normales ne font pas défaut. ».

### Le processus de sublimation en amour
Si tout amour est libido ou pulsion sexuelle en son origine et que, par conséquent, tous nos amours sont faits de la même étoffe, il est néanmoins nécessaire de faire des différences entre nos amours. En effet, ces derniers n’ont pas tous le même objet, ni la même qualité sensuelle et affective. Ainsi, aimer une personne (que ce soit d’amitié, de tendresse ou de passion) et aimer le savoir ou l’art, le travail intellectuel ou artistique, le vrai et le beau est fondamentalement différent. Autrement dit, aimer un être concret et matériel, et aimer un être abstrait et culturel, une idée ou un idéal, recouvrent des réalités assez disparates. Cependant, la pulsion sexuelle y est toujours à l’œuvre, sinon on ne parlerait pas d'amour, mais elle a changé son but initial. En effet, celle-ci ne recherche plus la satisfaction sexuelle mais la production d'une œuvre intellectuelle ou artistique. Dans ce cas précis, Freud parle de sublimation, afin d'évoquer ce processus de transformation, ou plus précisément de déplacement de l'objet de désir, d'un corps charnel vers un autre type de corps :  
« [La pulsion sexuelle] met à la disposition du travail culturel une quantité extraordinaire de forces et cela, sans doute, par suite de la propriété particulièrement prononcée qui est la sienne de déplacer son but sans perdre essentiellement en intensité. On appelle capacité de sublimation cette capacité d’échanger le but qui est à l’origine sexuel contre un autre qui n’est plus sexuel mais qui est psychiquement parent avec le premier. ».  
On a ici affaire à un nouveau type de valorisation du désir, qui de bon pour un individu devient bon en soi. De plus, ce désir n'est bon pas seulement pour moi, mais pour la communauté et la culture dont l'individu concerné fait partie. Paul Ricoeur affirmait que, la sublimation est le processus psychique par lequel « avec du désir l’homme fait de l’idéal, du suprême, c’est-à-dire du sublime » et il le fait en détournant ou en déviant la pulsion sexuelle de son but initial, le plaisir sensuel, pour la mettre au service de quelque chose de plus grand que lui et qui est source de reconnaissance sociale. Ces éléments nous amènent à mettre en avant que, l'amour serait à l'origine de la culture, qui sort donc l’homme de son état originel de nature, dans lequel il ne recherche que la satisfaction immédiate et égoïste de son désir. Ainsi, la sublimation de l'amour serait un moyen pour l'individu, de s'affranchir du narcissisme.

## Les différents types d'amour

### La distinction entreLiebeetVerliebtheit
Au sein de l'analyse psychanalytique, il existe différents types d'amour, bien qu'ils aient tous la même origine libidinale. Freud pour les différencier, utilise l'amour passion, soit la Verliebtheit, opposée à la Liebe, qui caractérise toutes les autres formes d'amour. La passion amoureuse est l'état dans lequel on tombe éperdument amoureux de quelqu'un. Cet état est visible, à travers la construction même du mot Verliebtheit. On retrouve le radical du verbe lieben, aimer, mais augmenté du préfixe ver-, toujours accolé à un verbe et qui a la signification d’un changement d’état, pour le meilleur ou pour le pire. Par ailleurs, cet amour correspond à un amour entre les sexes, essentiellement hétérosexuel chez Freud mais aussi homosexuel. De plus, l'amour passion de la psychanalyse, est à prendre au sens fort du terme. En effet, il s'agit d'un amour pathologique, qui se caractérise donc par le pathos, mot grec (πάθος) qui signifie « souffrance ». Sur un autre plan, toutes les formes d'amour, correspondant à la Liebe, sont jugées comme « normales » selon Freud. Cette dimension de normalité est héritée directement du mythe d'Aristophane, dans Le Banquet de Platon. Cette interprétation est notamment celle du philosophe Paul Ricoeur, qui affirmait que « ce supposé normal ne correspond à rien d’autre qu’à la croyance en la fable poétique du mythe d’Aristophane, ce partage de l’être humain en deux moitiés, homme et femme, qui cherchent désespérément dans l’amour à retrouver leur unité ». 

### La composante sensuelle et la composante tendre de l'amour
Un amour qui ne serait pas passionnel est possible, dans la mesure où il emprunterait la composante « tendre » (mot employé par Freud) à l'amitié, présente aussi dans amour filial et parental. Cette composante « tendre » serait en opposition avec la composante « sensuelle » ou « sexuelle » de l'amour. Dans un essai de 1912, intitulé « Sur le plus général des rabaissements de la vie amoureuse », extrait de La vie sexuelle, Freud avance l'idée qu'« un comportement amoureux parfaitement normal » serait possible seulement si les deux composantes sont réunies. Freud analyse cette réunion dans le cas masculin. L'amour serait jugé « normal », dans le cas où l'homme ne considère plus la femme comme une madone, dit autrement, comme une mère qu'il a idolâtrée, de par sa dévotion envers lui, ni comme une « putain », que sa mère a été, dans le fait qu'il l'aimait mais qu'elle lui était inaccessible. Or face à cette impossibilité de réciprocité, une mécanisme psychique se met en place. En effet, s'opère un rabaissement, un dénigrement de l'objet aimé, d'où l'insulte « putain  ». Quand nous désirons quelque chose mais qu'il se refuse à nous, nous nous mettons à haïr cet objet. Ce mécanisme psychique par lequel nous passons de l'amour à la haine, se nomme la dissonance cognitive. Il a été forgé par le psychosociologue américain Léon Festinger en 1957 et désigne l'incompatibilité entre deux croyances (au sens large du terme, qui couvre aussi bien l’opinion vraie que l’opinion fausse) à propos d’une même situation ou d’un même objet. Ainsi, je désire cet objet, donc je crois qu’il est bon mais je sais en même temps, je sais que je ne peux pas l'obtenir. De ce fait, « La haine, et non l’amour, est tournée vers l’extérieur ; elle est utilisée pour écarter et dissimuler l’amour si bien qu’en fin de compte, moins d’amour et plus de haine entrent en jeu dans la vie. ».   

### L'idéalisation engendrée par l'amour passion
L'amour passion est le type d'amour qui intéresse le plus la psychanalyse, dans le cadre de la cure psychanalytique, de par le fait que c'est celui qui cause le plus de troubles aux individus. L'effet majeur de l'amour passion, à l'origine de toutes les dérives passionnelles, est l'idéalisation. Freud la nomme également « surestimation » psychique ou sexuelle, les deux étant intimement liées. Par ce mécanisme, l'être aimé se voit attribuer des qualités supérieures à celles dont il dispose réellement ou des qualités qu'il ne possède tout simplement pas. Freud affirmait que « [C’est] le fait que l’objet aimé jouit d’une certaine liberté au regard de la critique, que toutes ses qualités sont estimées davantage que celles de personnes non aimées ou que du temps où il n’était pas aimé" ». L'amour constituerait en quelque sorte un « filtre », qui modifierait notre perception de manière positive, à l'égard des personnes que l'on aime. De plus, il avance également l'idée que « Lors d’un refoulement tant soit peu efficace ou d’une mise à l’écart des tendances sensuelles, s’installe l’illusion que l’objet aimé, même sensuellement, l’est à cause de ses avantages psychiques, alors qu’au contraire c’est le contentement sensuel qui doit lui avoir conféré d’abord ces avantages ». Ainsi, Freud met en avant le fait que c'est la surestimation sexuelle, qui conduit à la surestimation psychique. De ce fait, selon cette conception des rapports amoureux, on aime toujours une personne, dans un premier temps, pour ses caractéristiques physiques et non pour ses caractéristiques morales. L'idéalisation de la beauté de l'être aimé conditionnerait une idéalisation de ses qualités intellectuelles. Néanmoins, il est nécessaire de différencier le phénomène d'idéalisation, du phénomène de sublimation. Si la sublimation implique une conversion, l'idéalisation est, quant à elle, un processus « par lequel [l’objet] est agrandi et exalté psychiquement sans que sa nature soit changée ». Dans le premier cas, l'objet change de nature, alors que dans le second, la pulsion ne change pas de but, son objet est toujours sexuel mais il est magnifié. Pour finir, l'idéalisation est également synonyme de perte de protection, dans la mesure où l'état amoureux amoindrit nos mécanismes de défense. Freud disait que « jamais nous ne sommes davantage privés de protection contre la souffrance que lorsque nous aimons, jamais nous ne sommes davantage dans le malheur ou le désaide que lorsque nous avons perdu l’objet aimé ou son amour ». 

## L'origine narcissique de l'amour
L'amour, selon la psychanalyse, modifie la perception de l'être aimé, dans la mesure où nous voyons quelqu'un d'autre. Ce n'est pas l'objet d'amour que nous percevons mais le reflet de nous-même. Ainsi, c'est en réalité soi-même qu'on regarde et qu'on voit à travers l'autre, qui est en quelque sorte un miroir. De ce fait, tout amour serait narcissique, c'est notamment ce qu'avait avancé Lacan en affirmant que Freud a dit en introduisant la fonction de l’amour narcissique, que l’amour « ne fait jamais sortir quiconque de soi-même », « tout le monde sent, a senti, que le problème, c’est comment il peut y avoir un amour pour un autre ». L'amour de l'autre se construirait d'abord et avant tout par rapport à l'amour de soi et réciproquement l'amour de soi à partir de l'amour de l'autre.  